# لیوان کاغذی

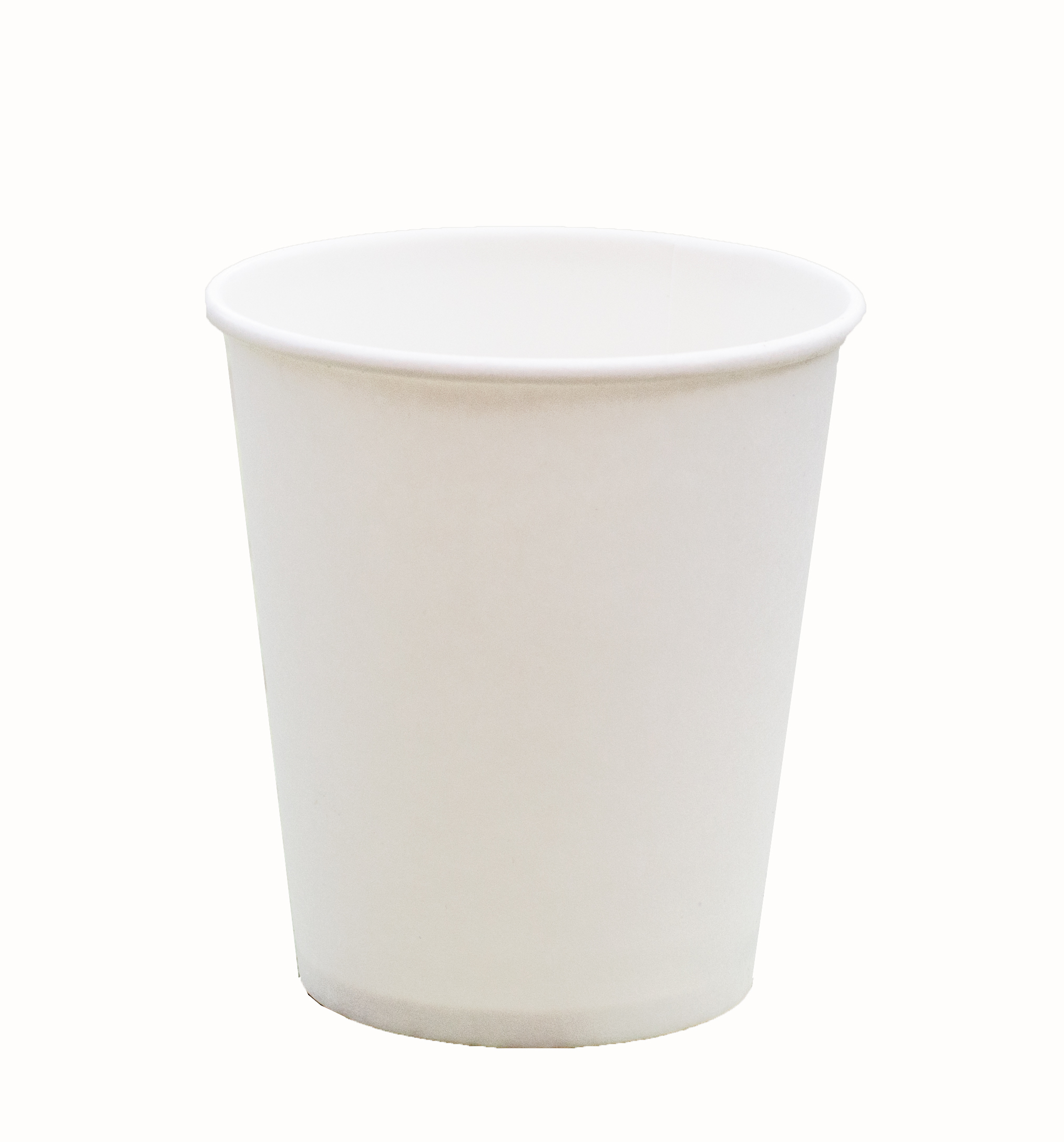
ساده لیوان کاغذی

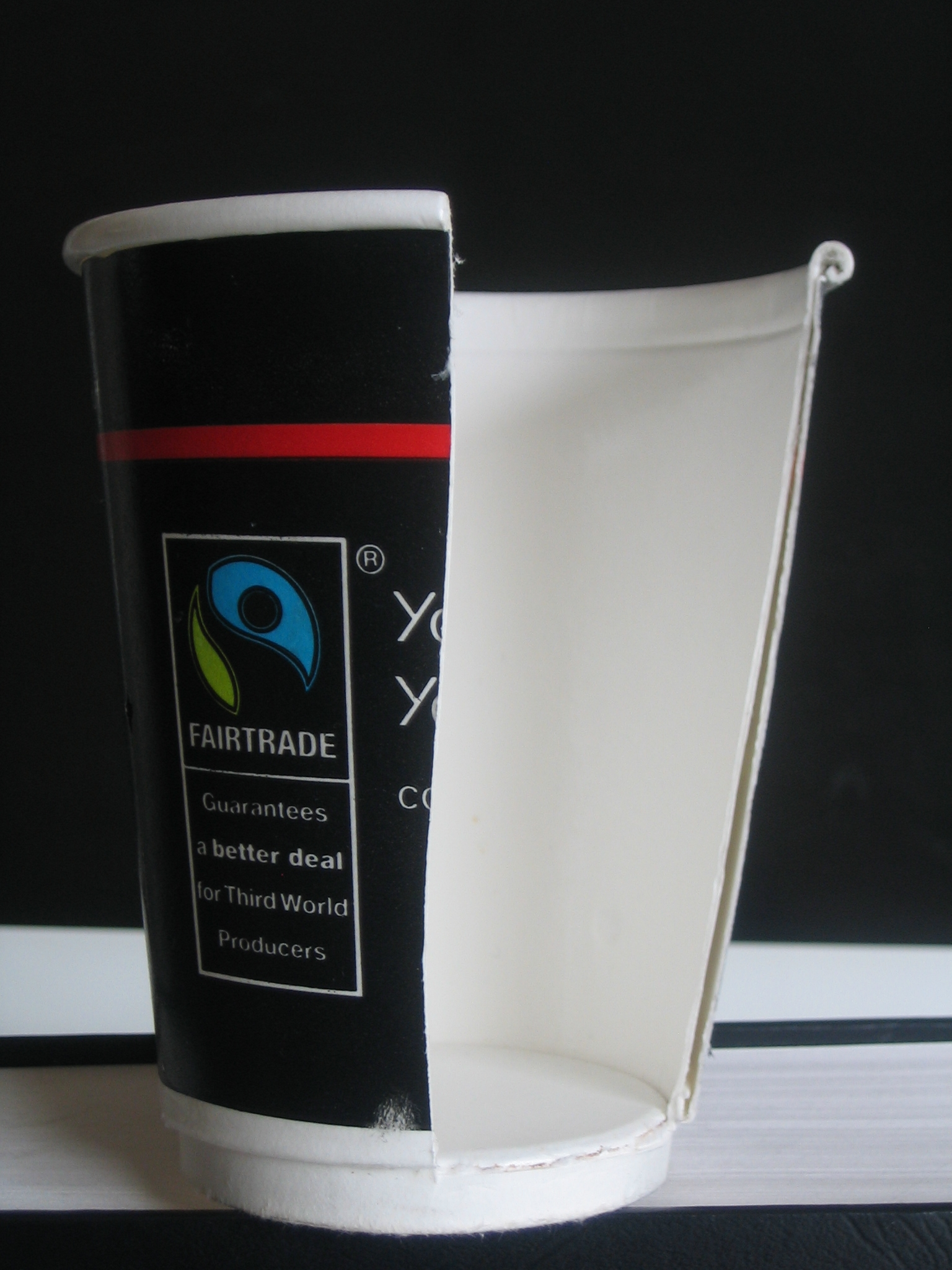
عایق کاغذی برای نوشیدنی‌های داغ، برش دور برای نشان دادن لایه هوا

یک لیوان کاغذی یک فنجان یکبار مصرف ساخته شده از کاغذ و اغلب اندود یا کاغذ گلاسه با پلاستیک یا موم برای جلوگیری از نشت مایع یا خیس شدن کاغذ است. ممکن است از کاغذ بازیافتی ساخته شده باشد که به‌طور گسترده‌ای در سراسر جهان استفاده می‌شود. تاریخچه ظروف کاغذی را می‌توان به حکومت چین باستان نسبت داد که برای مصرف چای از لیوان کاغذی استفاده می‌شده است.
زیست‌تجزیه‌پذیری: لیوان‌های کاغذی بسته به نوع پوشش داخلی (پلی‌اتیلن، PLA یا بدون پوشش)، در دسته محصولات نیمه‌زیست‌تجزیه‌پذیر یا کاملاً زیست‌تجزیه‌پذیر قرار می‌گیرند. در صورتی که از پوشش‌های گیاهی مانند PLA استفاده شده باشد، لیوان‌ها می‌توانند در شرایط صنعتی در مدت حدود ۶ تا ۱۲ ماه تجزیه شوند. اما در محیط‌های طبیعی مانند دریا، این زمان ممکن است تا چند سال طول بکشد.

## انواع لیوان کاغذی[نیازمند منبع]
لیوان های کاغذی به طور کلی به دو دسته تکجداره و دوجداره تقسیم میشوند در لیوان های تکجداره از یک لایه کاغذ و در لیوان های دوجداره از دو لایه کاغذ استفاده میشود، استفاده از دو لایه کاغذ باعث میشود که لیوان عملکرد حرارتی بهتری داشته باشد و نوشیدنی درون آن دیرتر سرد شود. همچنین به خاطر گرم نشدن لایه بیرونی لیوان، دیگر دست را نمیسوزاند. البته در سالهای اخیر در ایران لیوان سه جداره کاغذی یا لیوان دوجداره کاغذی با ضخامت و گراماژ بالا نیز به تولید و استفاده در بازار رسیده که مقاوت بالاتری دارند. لیوان های کاغذی سایزهای مختلفی دارند که کوچکترین سایز آن به صورت کلی لیوان شات یا 70cc میباشد و به ترتیب سایزها بزرگتر میشود 90 و 110 و 120 و 180 و 225 و 300 و 360 و 420 و 520 و 640cc که هرکدام استفاده های مختلفی دارند. 

## مقایسه با لیوان‌های پلاستیکی
استفاده از لیوان کاغذی به عنوان جایگزین لیوان‌های پلاستیکی، به دلیل قابلیت بازیافت‌پذیری و کاهش مصرف پلاستیک، در سال‌های اخیر مورد توجه قرار گرفته‌است. لیوان‌های پلاستیکی معمولاً از پلی‌پروپیلن یا پلی‌استایرن تولید می‌شوند و تجزیه‌پذیری بسیار کندتری نسبت به لیوان‌های کاغذی دارند، که این موضوع آثار منفی زیست‌محیطی گسترده‌ای به دنبال دارد.

## تاریخچه
در ابتدا لیوان کاغذی در امپراطوری چین تولید شد. جایی که کاغذ دو قرن قبل از میلاد مسیح ساخته شد. این لیوان های کاغذی با چیه پی معروف بودند و برای سرو چای از آنها استفاده میشد. بقایای این لیوان ها در شهر هوانگ ژو یافت شد. 
لیوان کاغذی که امروزه ما میشناسیم در قرن بیستم ساخته شد. در اوایل قرن بیستم منابع آبی مشترک در مدارس و قطار ها وجود داشت که باعث پدید آمدن نگرانی هایی در باب بهداشت میشد. بعد از انتشار مقاله ای توسط استاد زیست شناسی کالج لافایت این نگرانی ها شدت گرفت.
بر اساس این نگرانی ها و از آنجایی که کالاهای کاغذی ارزان و در دسترس بودند، استفاده مشترک از لیوان های دیگر ممنوع شد. و به سرعت لیوان کاغذی جایگزین لیوان شیشه ای شد. 
لیوان های کاغذی در بیمارستان نیز به صورت گسترده استفاده میشوند. در سال 1942 مطالعه ای نشان داد که هزینه استفاده از لیوان های قابل شستشو 1.6 برابر لیوان های کاغذی یکبار مصرف است. این مطالعات و کاهش خطر ابتلا به عفونت، مردم را به استفاده از لیوان های کاغذی در بیمارستان ها تشویق کرد.

## انواع مرکب چاپ
مرکب‌های چاپ در صنعت بسته‌بندی بسته به نوع چاپ انتخاب می‌شوند. برخی از مهم‌ترین انواع مرکب عبارتند از:
- مرکب چاپ افست: پایه روغن یا سویا، مناسب برای چاپ‌های دقیق روی کاغذ و مقوا.
- مرکب فلکسو: پایه آب یا UV، مناسب برای بسته‌بندی‌های انعطاف‌پذیر و چاپ روی فیلم‌های پلاستیکی.
- مرکب گراور: مناسب برای چاپ‌های عمیق و پرجزئیات روی سطوح صاف.
- مرکب سیلک‌اسکرین: با ویسکوزیته بالا، برای چاپ روی اجسام سه‌بعدی یا سطوح ناصاف.
- مرکب دیجیتال: بر پایه تونر یا جوهرهای حرارتی، مناسب برای چاپ با تیراژ کم و شخصی‌سازی‌شده.
- مرکب UV: خشک‌شونده با نور فرابنفش، با مقاومت بالا در برابر رطوبت و سایش.